# イシュトヴァーン2世 (ハンガリー王)
イシュトヴァーン2世（II. István, 1101年 - 1131年3月）は、ハンガリー王およびクロアチア王（在位：1105年 - 1131年）。

## 生涯
まだ幼児のうちに、王位を狙う叔父アールモシュ公に対し王位継承を確かにするという父カールマーンの意図から、戴冠を行っている。その治世は諸外国との戦争が絶えず続いた一方、東ローマ帝国との関係がさらに緊張していった。